# بیژن محتشم
بیژن محتشم (زادهٔ ۱۳۱۶ در مشهد) چهره‌پرداز اهل ایران است.

## زندگی
وی چهره پردازی را در تئاتر از سال ۱۳۳۴ شروع کرد و سرپرستی واحد چهره‌پردازی تلویزیون و تالار وحدت (رودکی) سال ۱۳۴۵ است. تدریس چهره‌پردازی را در دانشکده هنرهای زیبای دانشگاه تهران در سال ۱۳۵۲ و حوزه هنری ۱۳۷۱ انجام داد. محتشم در فیلم سیاره میمون‌ها دستیار جان چمبرز چهره‌پرداز این فیلم بوده‌است، این فیلم توانسته‌است برنده جایزه اسکار بهترین چهره‌پردازی در سال ۱۹۶۸ شود.
۲۹ مرداد ۱۳۹۸ مراسم نکوداشت‌های بیست و یکمین جشن سینمای ایران (خانه سینما) برای بیژن محتشم به همراه ۳ هنرمند دیگر در تالار ایوان شمس تهران برگزار شد.

## فیلم‌شناسی

### طراح چهره‌پردازی
- گیس بریده (۱۳۸۵)
- هر چی تو بخوای (۱۳۸۵)
- همسر دلخواه من (۱۳۷۹)
- سارای (۱۳۷۶)
- معجزه خنده (۱۳۷۵)
- سفر بخیر (۱۳۷۳)
- من زمین را دوست دارم (۱۳۷۲)
- دندان طلا (۱۳۷۰)
- مسافران دره انار (۱۳۷۰)
- آهوی وحشی (۱۳۶۹)

### چهره‌پرداز
- آتش پنهان (۱۳۶۹)
- زنبورک (۱۳۵۴)
- خانواده سرکار غضنفر (۱۳۵۱)
- ستارخان (۱۳۵۱)
- صمد و فولاد زره دیو (۱۳۵۱)
- مطرب (۱۳۵۱)
- زن خون‌آشام (۱۳۴۶)
- حاتم طائی (۱۳۴۵)
- شارلاتان (۱۳۴۵)
- عصیان (۱۳۴۵)
- مومیایی (۱۳۴۵)
- سرسام (۱۳۴۴)
- قهرمان قهرمانان (۱۳۴۴)
- گنج قارون (۱۳۴۴)
- مرخصی اجباری (۱۳۴۴)
- همه سر حریف (۱۳۴۴)
- جاده مرگ (۱۳۴۲)
- نابغه هفت‌ماهه (۱۳۴۲)
- عروس دهکده (۱۳۴۱)

## جوایز
- برنده جایزه بهترین چهره‌پردازی برای فیلم معجزه خنده در اولین دوره جشن خانه سینما (۱۳۷۶)
- کاندید جایزه بهترین چهره‌پردازی برای فیلم سارای در دومین دوره جشن خانه سینما (۱۳۷۷)